# Замыцкое
 Замыцкое — деревня в Смоленской области России, в Тёмкинском районе. Расположена в восточной части области в 11 км к югу от Тёмкина, в 4 км к западу от границы с Калужской областью, в 16 км к северу от автодороги Р132 Вязьма — Калуга — Тула — Рязань.
Население — 277 жителей (2007 год). Административный центр Вязищенского сельского поселения.

## История
Деревня Замыцое известна с XVI века, когда была основана братьями Замыцкими.
В марте 1943 года, когда в ходе Ржевско-Вяземской наступательной операции немецкие войска отходили из Ржевского выступа, в Замыцком ими были расстреляны десятки мирных жителей.
12 августа 2007 года в деревне открыта церковь в честь святой равноапостольной великой княгини российской Ольги.

## Экономика
Средняя школа, сельхозпредприятие «Замыцкое».

## Достопримечательности
В деревне перезахоронены останки 453 советских солдат, найденные в районе бывшей д. Березки, где зимой 1943 года шли ожесточенные бои.